# Решетилівська міська рада
Решетилівська міська рада — орган місцевого самоврядування в Решетилівському районі Полтавської області з центром у м. Решетилівці. Окрім Решетилівки, раді підпорядковані:
- с. Білоконі
- с. Ганжі
- с. Колотії
- с. Прокопівка
- с. Сені
- с. Хоружі
- с. Шкурупіївка
- с.Демидівка
- с.Пустовари
- с. Шкурупії
- с. Глибока Балка
- с. Крохмальці
- с. Литвинівка
- с. Нова Диканьки
- с. Кукобівка
- с. Долина
- с.Коломак￼
- с. Покровське
- с. Нова Михайлівка
- с. Молодиківщина
- с. Потеряйки
- с. Федіївка
- с. Піщане
- с. Лобачі
- с. Лиман Другий
- с. Братешки
- с. Малий Бакай
- с.Мушти
- с. Шилівка
- с. Онищенки
- с. Лиман Перший
- с. Шевченкове
- с. Капустяни
- с.Дружба
- с.Шамраївка
- с. Потічок
- с. Пащенки
- с. М'якеньківка
- с. Михнівка
- с. Остап'є
- с. Говтва

Села Слюсарі і Чернещина виключені з облікових даних у 2013 році.

## Влада
Загальний склад ради — 26
Міські голови (голови міської ради)
- Кузьменко Володимир Вікторович[1]

31.10.2010 — 2018
Дядюнова Оксана Анатоліївна - секретар Решетилівської міської ради - 2018-2020
Дядюнова Оксана Анатоліївна - міський голова - 2020 - зараз